# Кажимеж Дейна
Кажѝмеж Дѐйна (на полски: Kazimierz Deyna) е полски футболист, атакуващ полузащитник. Считан за един от най-добрите плеймейкъри през 70-те години на XX в., с отлични техника, визия и организаторски способности.  Трикратен футболист на годината в Полша през 1969, 1972 и 1973 г. Най-известен е като играч на Легия (Варшава) и Манчестър Сити. Има 97 мача и 41 гола за полския национален отбор, с който е олимпийски шампион през 1972 г. и бронзов медалист от Световното първенство през 1974 г.

## Клубна кариера
Започва кариерата си във ФК Лодз през 1966 г., като спрямо първия си професионален договор получава 5000 злоти на месец.  За тима изиграва само 1 мач при нулевото равенство с Гурник Забже. Скоро обаче талантливият халф е повикан в армията и става част от Легия Варшава. Младокът бързо се налага в тима на „армейците“ и още в първия си сезон вкарва 6 гола в 12 мача и печели Купата на Полша. Треньорът Кажимеж Гурски започва да изгражда тактиката си около Дейна и неговите умения да разпределя играта.
През 1969 и 1970 г. става шампион на Полша, а през 1973 г. печели купата на страната за втори път. По време на престоя си в Легия, интерес към Кажимеж имат много европейски грандове като Реал Мадрид, Байерн Мюнхен, Милан и Интер. Комунистическият режим обаче не разрешава на Дейна да премине в западен отбор.
През 1978 г. все пак Дейна е пуснат в Англия, където играе за Манчестър Сити. По това време „гражданите“ се борят за оцеляване в Първа дивизия. В последните 8 мача от шампионата полякът вкарва 7 гола и помага на тима да се спаси от изпадане. Така Дейна се превръща в култова фигура за феновете на Сити. Кариерата на Кажимеж в Англия е съпътствана от контузии и за две и половина години записва само 43 мача във всички турнири.
През 1981 г. подписва с тима от Северноамериканската футболна лига Сан Диего Сокърс. Играе едновременно в тимовете по футбол и футзал. През 1983 г. е избран във втория идеален отбор на сезона на лигата. В състава на футзалния тим Дейна има 5 титли на САЩ. След закриването на Северноамериканската лига, Кажимеж играе в тима по футзал до 1987 г.

## Национален отбор
Дебютира за националния отбор на Полша на 24 април 1968 г. в приятелски мач с Турция. През 1972 г. става олимпийски шампион на турнира в Мюнхен. Дейна е и голмайстор на олимпийския турнир с 9 гола. През 1974 г. е капитан на националния отбор и е в основата на завоюването на бронзовите медали от „Дружина Полска“ на Световното първенство във ФРГ. Халфът е избран за третия най-добър играч в Европа след Йохан Кройф и Франц Бекенбауер.
През 1976 г. става сребърен олимпийски медалист. Дейна е капитан на полския национален отбор на Световното първенство през 1978 г., където Полша достига до втората групова фаза. След като емигрира в Англия, той не е повикван в представителния тим.
Има 97 мача (84 официални и 13 олимпийски) за полския национален отбор, в които е отбелязал 41 гола.
През 1994 г. посмъртно е обявен за най-добрия футболист в историята на полския футбол.

## Извън футбола
Кажимеж Дейна е женен, с 1 дете. Със съпругата си Мариола имат син Норберт.
През 1976 г. умира бащата на Кажимеж, а в началото на 80-те години и майка му. Футболистът тежко преживява смъртта на родителите си и търси утеха в алкохола, а после и в хазарта. В САЩ е излъган от агента си и изпада във финансово затруднение. 
През 1981 г. изиграва ролята на Пол Волчек във филма „Бягство към победата“. Участието във филма не му носи емоционално и финансово удовлетворение.  На него е посветен игралният филм „Бъдете като Кажимеж Дейна“ от 2012 г.

## Смърт и погребение
Кажимеж Дейна загива на 1 септември 1989 г. в тежка автомобилна катастрофа. Колата, който той кара, се блъска с превишена скорост в задната част на повреден, но правилно паркиран камион в дясната аварийна лента на автомагистрала.

Погребан е на 9 септември 1989 г. в гробището Eл Камино Mемориал Парк в Сан Диего. Около 100 души участват в погребалните церемонии.
През 2012 г. урната с праха на Кажимеж Дейна е пренесена в Полша. На 6 юни 2012 г. е отслужена литургия за повторно погребение в полевата катедрала на полската армия във Варшава, след което ковчегът е погребан във военното гробище Повязки . Церемонията има държавен характер . Присъстват тогавашният министър на спорта и туризма Йоана Муха, президентът на Полския олимпийски комитет Анджей Кръсницки, който връчва на вдовицата на футболиста Мариола Златния медал на Полския олимпийски комитет, присъден посмъртно на Кажимеж Дейна
, музикантът Станислав Сойка и тогавашният старши треньор на полския национален отбор по футбол Франчишек Смуда. 

## Успехи
- Шампион на Полша – 1968/69, 1969/70
- Купа на Полша – 1966, 1973
- Олимпийски шампион – 1972
- Голмайстор на олимпийския турнир – 1972, 9 гола
- Бронзова топка (трети в класацията за Златната топка) – 1974
- Олимпийски вицешампион – 1972
- Футболист на годината в Полша – 1969, 1972, 1973, 1974 (Piłka Nożna)